# Zenon Szendo
Zenon Szendo (ur. 1941 w Wilnie) – działacz opozycyjny w czasach PRL.
Ukończył studium ekonomiczno-prawne. Od 1980 r. był członkiem NSZZ „Solidarność”, współpracował z Wydziałem Interwencji Zarządu Regionu Łódzkiego dostarczając informacje na temat nadużyć w przemyśle lekkim. W 1981 r. wszedł w skład Komitetu Obrony Więzionych za Przekonania w Łodzi i związał się z Konfederacją Polski Niepodległej. Po 13 grudnia 1981 r. prowadził zbiórkę pieniędzy na rzecz osób represjonowanych, współpracował z pismami „Przedwiośnie” i „Zawsze Solidarni”. Zajmował się kolportażem oraz technicznym przygotowaniem druku, zapewniając papier i inne materiały poligraficzne. W KPN (w grupie Aleksandry Kozłowskiej) zajmował się organizacją ogólnopolskiej sieci kolportażu. 8 sierpnia 1982 r. został aresztowany. W areszcie śledczym przebywał 8 miesięcy. Został skazany na 1,5 roku więzienia w zawieszeniu na 2 lata. Po wyjściu z więzienia utracił pracę.